# La Chasse (film, 2012)
Pour les articles homonymes, voir La Chasse.
Pour plus de détails, voir Fiche technique et Distribution.
La Chasse (Jagten) est un film danois réalisé par Thomas Vinterberg et sorti en 2012.
Le film suit Lucas, un auxiliaire de jardin d'enfants récemment divorcé, qui est du jour au lendemain accusé de pédophilie. Peu à peu, la méfiance des habitants et de ses anciens amis laisse place à une véritable chasse aux sorcières et les rumeurs se répandent comme une traînée de poudre. Une véritable descente aux enfers pour lui et sa famille commence.
Il est sélectionné en compétition officielle au Festival de Cannes 2012 où Mads Mikkelsen a obtenu le Prix d'interprétation masculine. Il est également nommé pour représenter le Danemark aux Oscars du cinéma 2014 dans la catégorie meilleur film en langue étrangère.

## Synopsis
Lucas, quarante ans, est un père divorcé qui travaille en tant qu'auxiliaire dans un jardin d'enfants dans un petit bourg au Danemark. Il vit seul avec sa chienne Fanny et ne peut plus voir son fils Marcus depuis son divorce. Apprécié par les habitants, il fait partie du club de chasse de son frère Bruun avec son meilleur ami, Théo. Ce dernier se dispute souvent avec sa femme (Agnes), ce qui affecte leur fille, Klara, inscrite au jardin d'enfants. Elle fait donc certains trajets avec Lucas. Un jour, Klara embrasse Lucas sur la bouche alors qu'il joue avec les enfants. Aussitôt recadrée, elle se vexe et s'isole. Interpellée, Grethe, la directrice, la questionne. Marquée par une vidéo pornographique que lui a montrée son grand frère Torsten, Klara raconte que Lucas s'est déshabillé devant elle, le pénis en érection. Pendant ce temps-là, Lucas se rapproche de Nadja, la cuisinière du centre, avec qui il va entamer une relation. Il apprend peu après que son fils va venir vivre chez lui.
Le lendemain, Grethe relate à Lucas les dires de Klara, sans toutefois préciser que ça vient d’elle, et lui préconise de prendre quelques jours de congés. Peu après, elle fait venir un psychologue pour interroger Klara qui, devant les questions insistantes, finit par donner de faux aveux. Persuadée de son honnêteté du fait que c’est une enfant, Grethe passe rapidement le mot au sein des parents tandis que Lucas est congédié. Le soir, il reçoit un appel de Marcus qui lui apprend qu’il a désormais interdiction de le voir et qu'une rumeur s'étend en ville. Le lendemain, il se rend au jardin d'enfants. Constatant que tout le monde le pense coupable, il est sèchement renvoyé par un des parents, Johan. Il se rend ensuite chez Théo, qui lui aussi le suspecte et va même jusqu'à le menacer de l'abattre s'il s'avère qu'il a vraiment touché sa fille. Klara essaye de faire comprendre à ses parents qu’elle a menti, mais il est trop tard. Chez lui, Lucas se sépare de Nadja lorsqu’elle se met à avoir des doutes.
Marcus rend visite à Lucas malgré son interdiction de le voir. Alors qu'il fait des courses, le gérant du supermarché lui annonce qu'il ne souhaite plus les voir au sein de son commerce. En revenant, il voit Lucas emmené par la police. Il va alors chez Théo confronter Klara, mais son agressivité lui vaut d'être malmené par Johan, qu’il réussit tout de même à frapper. Trouvant refuge chez son oncle, ce dernier lui explique que Lucas comparaît le lendemain matin devant les juges. Il y a cependant un espoir. En effet, influencés par les adultes, beaucoup d'enfants ont eux aussi accusé Lucas, parlant notamment de son canapé et de son sous-sol. Or, il se trouve que Lucas n’a pas de sous-sol. Devant cette incohérence, il est relâché mais n’est cependant pas au bout de ses peines.
Alors qu’il est chez lui, une pierre brise sa fenêtre. En sortant, il découvre un paquet contenant le cadavre de Fanny, qui a été pendue. Plus tard, au supermarché, le boucher refuse de le servir et le frappe. Sorti par le personnel, il revient et assène un violent coup de tête à son agresseur. Garée non loin de là, la famille de Théo, qui semble nourrir des regrets, le regarde sortir du magasin en titubant. Klara demande où est Fanny, ce à quoi Agnes répond qu’elle ne sait pas.
Lors de la veillée de Noël, Lucas se rend à l’église. La tension est à son comble et, nerveux, il confronte Théo, le frappant et lui demandant de regarder ses yeux pour voir s'il ment. En effet, Théo avait remarqué que lorsque Lucas ment, ses yeux battent rapidement. Il lui dit également d’arrêter de harceler sa famille. Après la messe, une réception est organisée chez Théo. Lorsque, en pleurs, il va coucher Klara, elle lui avoue qu’elle a menti. Pris de remords, il emporte quelques vivres chez Lucas et reste avec lui afin de renouer les liens brisés.
Un an après ces événements, les choses semblent être revenues au calme. Lucas s’est remis avec Nadja et tout le monde semble être passé à autre chose. Bruun a organisé une réception chez lui afin de fêter l’arrivée de Marcus chez les chasseurs. Tout le monde part chasser. Lucas se sépare de son fils. Alors qu’il est seul, un coup de feu retentit et atteint l’arbre à côté de lui. Aveuglé par le soleil couchant, il distingue une silhouette recharger, pointer son fusil vers lui et partir.

### Fin alternative
Il existe une fin alternative dans laquelle, durant la chasse finale, l'inconnu touche Lucas et le tue.

## Fiche technique
- Titre : La Chasse
- Titre original : Jagten
- Titre international : The Hunt
- Réalisation : Thomas Vinterberg

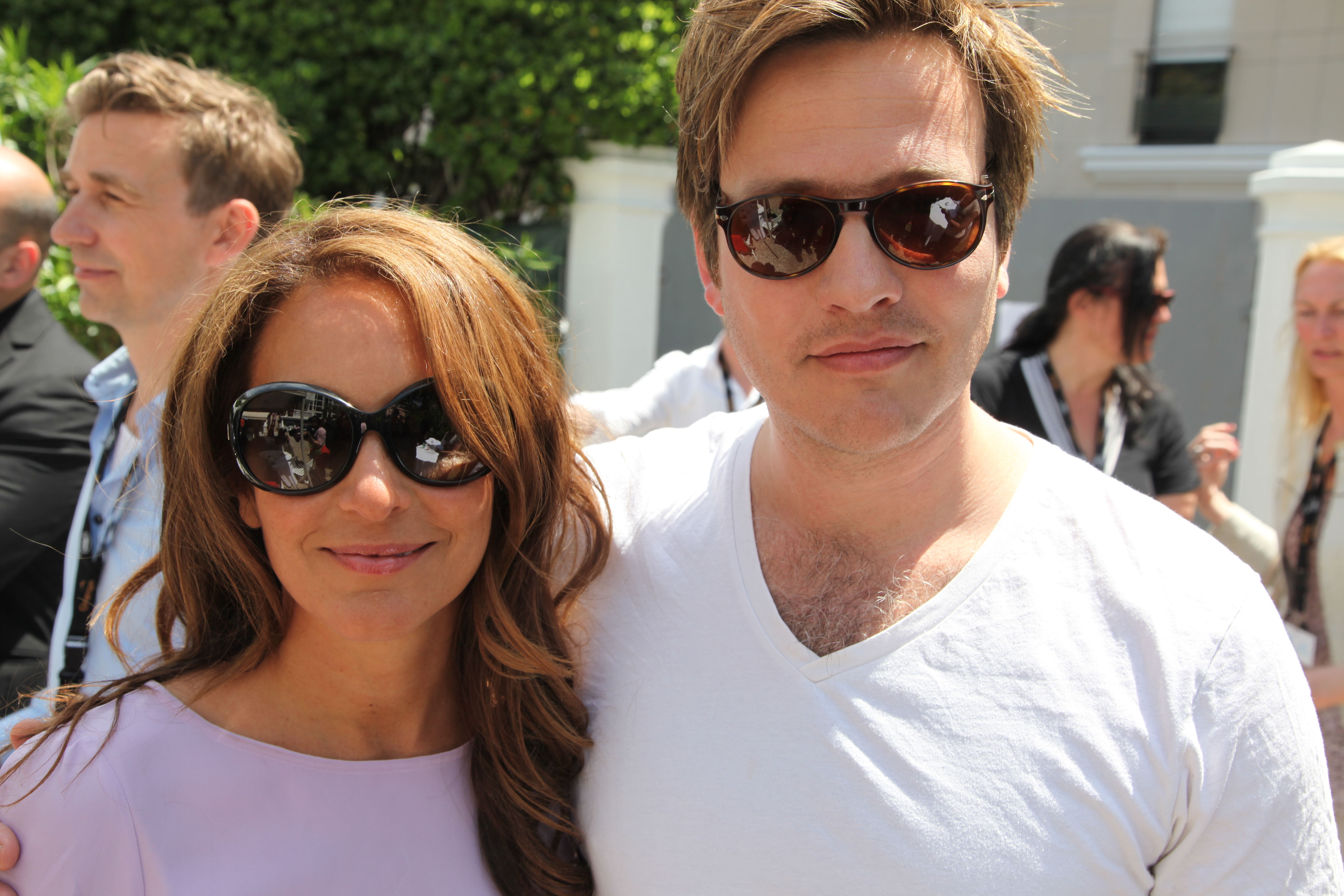
Alexandra Rapaport et Thomas Vinterberg au Festival de Cannes 2012.

- Scénario : Thomas Vinterberg et Tobias Lindholm
- Photographie : Charlotte Bruus Christensen
- Montage : Anne Østerud et Janus Billeskov Jansen
- Production :
  - Producteurs : Sisse Graum Jørgensen et Morten Kaufmann
  - Société de production : Zentropa Entertainments
  - Sociétés de coproduction : Film i Väst et Zentropa International Sweden
- Société de distribution : Pretty Pictures (France)
- Pays de production : Danemark
- Format : Couleurs - 2,35:1 - Son Dolby SRD
- Durée : 115 minutes
- Langue : danois et anglais
- Genre : drame
- Budget : 20 millions DKK[2] (environ 2,7 millions d'euros)
- Dates de sortie :
  - France : mai 2012 (Festival de Cannes)
  - France : 14 novembre 2012
  - Danemark : 10 janvier 2013

## Distribution
- Mads Mikkelsen (VF : Patrick Osmond) : Lucas
- Alexandra Rapaport : Nadja
- Thomas Bo Larsen : Theo
- Annika Wedderkopp : Klara
- Lasse Fogelstrøm : Marcus
- Susse Wold (VF : Anne Plumet) : Grethe
- Anne Louise Hassing (VF : Ethel Houbiers) : Agnes
- Lars Ranthe (VF : Bernard Bollet) : Bruun

## Accueil

### Critique
Aux États-Unis, le film reçoit globalement de bonnes critiques. Sur l'agrégateur américain Rotten Tomatoes, il obtient 92 % d'opinion favorable pour 133 critiques et une note moyenne de 7,83⁄10. Sur Metacritic, il décroche une moyenne de 77⁄100 pour 30 critiques.
En France, les critiques sont également positives. Sur le site Allociné, qui compile 26 titres de presse, il obtient une note moyenne de 4,2⁄5.

### Box-office
Lors de son exploitation, le film a rapporté 18 309 793 US$ au box-office mondial pour un budget estimé à 3 millions de dollars (environ 2,7 millions d'euros). La Chasse a réalisé, sur le sol français, 141 075 entrées pour une combinaison maximum de 157 salles.
| Pays ou région    | Box-office      | Date d'arrêt du box-office | Nombre de semaines |
| ----------------- | --------------- | -------------------------- | ------------------ |
| Danemark          | 7 907 967 $     | -                          | -                  |
| États-Unis Canada | 613 308 $       | 3 octobre 2012             | 12                 |
| France            | 141 075 entrées | -                          | -                  |
| Total mondial     | 18 309 793 $    | -                          | -                  |

## Distinctions

### Récompenses
- Festival de Cannes 2012 :

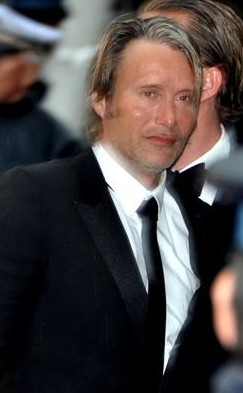
L'acteur principal Mads Mikkelsen remporte le prix d'interprétation masculine au Festival de Cannes 2012.

  - Prix d'interprétation masculine pour Mads Mikkelsen
  - Prix du jury œcuménique
  - Prix Vulcain de l'artiste technicien 2012 : Charlotte Bruus Christensen, directeur de la photographie
- Festival international du film de Vancouver 2012 : Rogers People’s Choice Award
- British Independent Film Awards 2012 : meilleur film indépendant international
- Prix du cinéma européen 2012 : scénariste européen de l'année pour Thomas Vinterberg et Tobias Lindholm
- Nordic Council Film Prize 2013
- Alliance of Women Film Journalists Awards 2013 : meilleur film étranger
- Houston Film Critics Society Awards 2013 : meilleur film étranger
- Southeastern Film Critics Association Awards 2013 : meilleur film en langue étrangère
- Oklahoma Film Critics Circle Awards 2014 : meilleur film en langue étrangère
- Vancouver Film Critics Circle Awards 2014 : meilleur film en langue étrangère
- Chlotrudis Awards 2014 : Meilleur acteur pour Mads Mikkelsen
- Robert du meilleur film danois, Robert du meilleur réalisateur et Robert du meilleur acteur pour Mads Mikkelsen
- Bodil de la meilleure actrice dans un second rôle pour Susse Wold

### Nominations et sélections
- Washington D.C. Area Film Critics Association Awards 2013 : meilleur film en langue étrangère

- Festival international du film de Palm Springs 2014 : sélection officielle et nomination au Prix FIPRESCI
- Critics' Choice Movie Awards 2014 : meilleur film en langue étrangère
- Golden Globes 2014 : meilleur film en langue étrangère
- Independent Spirit Awards 2014 : meilleur film étranger
- Oscars du cinéma 2014 : meilleur film en langue étrangère
- Satellite Awards 2014 : meilleur film en langue étrangère
- Goyas 2014 : meilleur film européen